# Griffith J. Griffith
Griffith Jenkins Griffith (4 de enero de 1850 - 6 de julio de 1919) fue un industrial nativo de Gales -y filántropo estadounidense. Después de amasar una importante fortuna de un sindicato minero en la década de 1880, Griffith donó 3.015 acres (12,20 km²) a la ciudad de Los Ángeles que se convirtió en el Parque Griffith, y legó el dinero para construir el Teatro Griego del parque y el Observatorio Griffith. El legado de Griffith se vio empañado por su notorio disparo contra su esposa en 1903, un delito por el que cumplió dos años en la cárcel.

## Carrera y filantropía
Griffith J. Griffith nació en Bettws, Glamorganshire, Gales del Sur, el 4 de enero de 1850. Emigró a Ashland, Pensilvania en los Estados Unidos en 1865. En 1873 se mudó a San Francisco, California, y se hizo el director de la Herald Publishing Company. En 1887 se casó con Mary Agnes Christina Mesmer (1864-1948) quien es una miembra de la familia Mesmer.
En 1878 se hizo un corresponsal de minería para Alta California, un periódico de San Francisco. Como reportero obtuvo un conocimiento de nivel experto en la industria minera en la costa del Pacífico y en Nevada, lo que resultó en su empleo en varios sindicatos mineros. Como experto en minería, Griffith se ganó una fortuna.
En 1882 Griffith se mudó a Los Ángeles y compró aproximadamente 4.000 acres (16 km²) de la tierra del Rancho Los Feliz. El 16 de diciembre de 1896, Griffith y su esposa Christina presentaron 3.015 acres (12,20 km²) del Rancho Los Feliz a la ciudad de Los Ángeles para el uso como un parque público. Griffith lo llamó "un regalo de Navidad." Después de aceptar la donación, la ciudad aprobó una ordenanza para nombrar la propiedad Parque Griffith, en honor al donante.
Mientras se encontraba de vacaciones en Santa Mónica el 3 de septiembre de 1903, Griffith disparó a su esposa en la suite presidencial del Hotel Arcadia, mientras ella se encontraba arrodillada ante él. El disparo en el rostro no la mató, pero la dejó desfigurada y perdió el ojo derecho. Griffith fue acusado de agresión con un arma mortal con intención de cometer un asesinato. Durante el interrogatorio la señora Griffith, portando un velo, reveló que su marido, considerado abstemio generalmente, en realidad era un alcohólico secreto, sujeto a paranoias y alucinaciones. Griffith fue condenado por un cargo menor, agresión con un arma mortal y durante su condena de dos años en la prisión de San Quintin, recibió atención médica por su "condición de demencia alcohólica".
El 4 de noviembre de 1904, a la señora Griffith le fue concedido el divorcio alegando crueldad y obtuvo la custodia de su único hijo Vandell, de dieciséis años. El tribunal también declaró que Griffith pagaría la educación de su hijo en la universidad de Stanford. El decreto se llevó a cabo en el tiempo récord de cuatro minutos y medio. Griffith salió de prisión el 3 de diciembre de 1906, con su conducta en la penitenciaría calificada de ejemplar. Regresó a Los Ángeles y comenzó a dar conferencias sobre la reforma carcelaria.